# Google Home

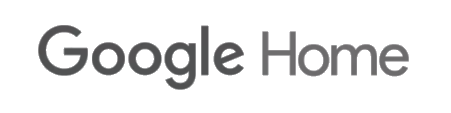
Logo Google Home

Google Home è un marchio di altoparlanti intelligenti sviluppato da Google. Il primo dispositivo è stato annunciato a maggio 2016 ed è stato messo sul mercato negli Stati Uniti a novembre 2016, con vendite successive a livello mondiale per tutto il 2017.

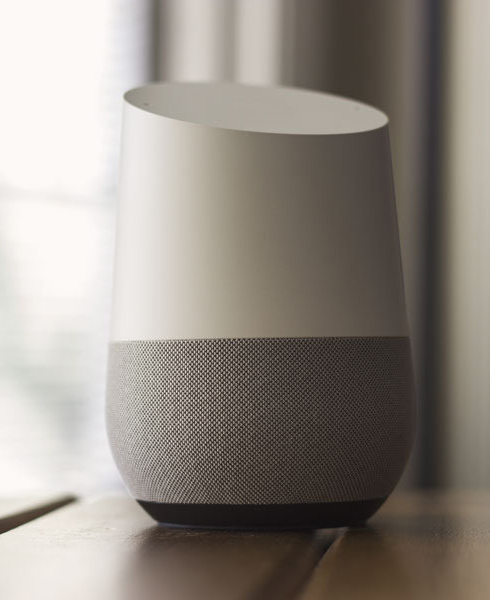
Altoparlante Google Home

## Storia
Inizialmente chiamato "Chirp", il progetto di altoparlanti intelligenti di Google venne ufficialmente lanciato nel maggio 2016, alla conferenza Google I/O con il nome Google Home.
L'app iOS e Android utilizzata inizialmente per configurare lo speaker intelligente e i dispositivi di streaming di Google ha lo stesso nome. Nell'ottobre 2016, Google Cast è stato rinominato Google Home, lasciando "Google Cast" come nome della tecnologia.
Google Home è disponibile sul mercato italiano dal 27 marzo 2018.

## Caratteristiche tecniche
Gli altoparlanti di Google Home consentono agli utenti di pronunciare comandi vocali per interagire con i servizi tramite l'assistente personale intelligente di Google chiamato Google Assistant. Un gran numero di servizi, sia interni a Google che di terze parti, sono integrati, consentendo agli utenti di ascoltare musica, controllare la riproduzione di video o foto oppure ricevere aggiornamenti di notizie. I dispositivi Google Home dispongono inoltre di un supporto integrato per l'automazione domestica, consentendo agli utenti di controllare elettrodomestici intelligenti con la loro voce. Più dispositivi Google Home possono essere collocati in stanze diverse di una casa per la riproduzione sincronizzata della musica. 
Un aggiornamento ad aprile 2017 ha portato il supporto multiutente, consentendo al dispositivo di distinguere fino a sei persone tramite la voce. A maggio 2017, Google ha annunciato diversi aggiornamenti alle funzionalità di Google Home, tra cui: telefonate a mani libere gratuite negli Stati Uniti e in Canada; aggiornamenti proattivi prima degli eventi programmati; risposte visive su dispositivi mobili o televisori con attivazione Chromecast; Streaming audio Bluetooth e la possibilità di aggiungere promemoria e appuntamenti del calendario.

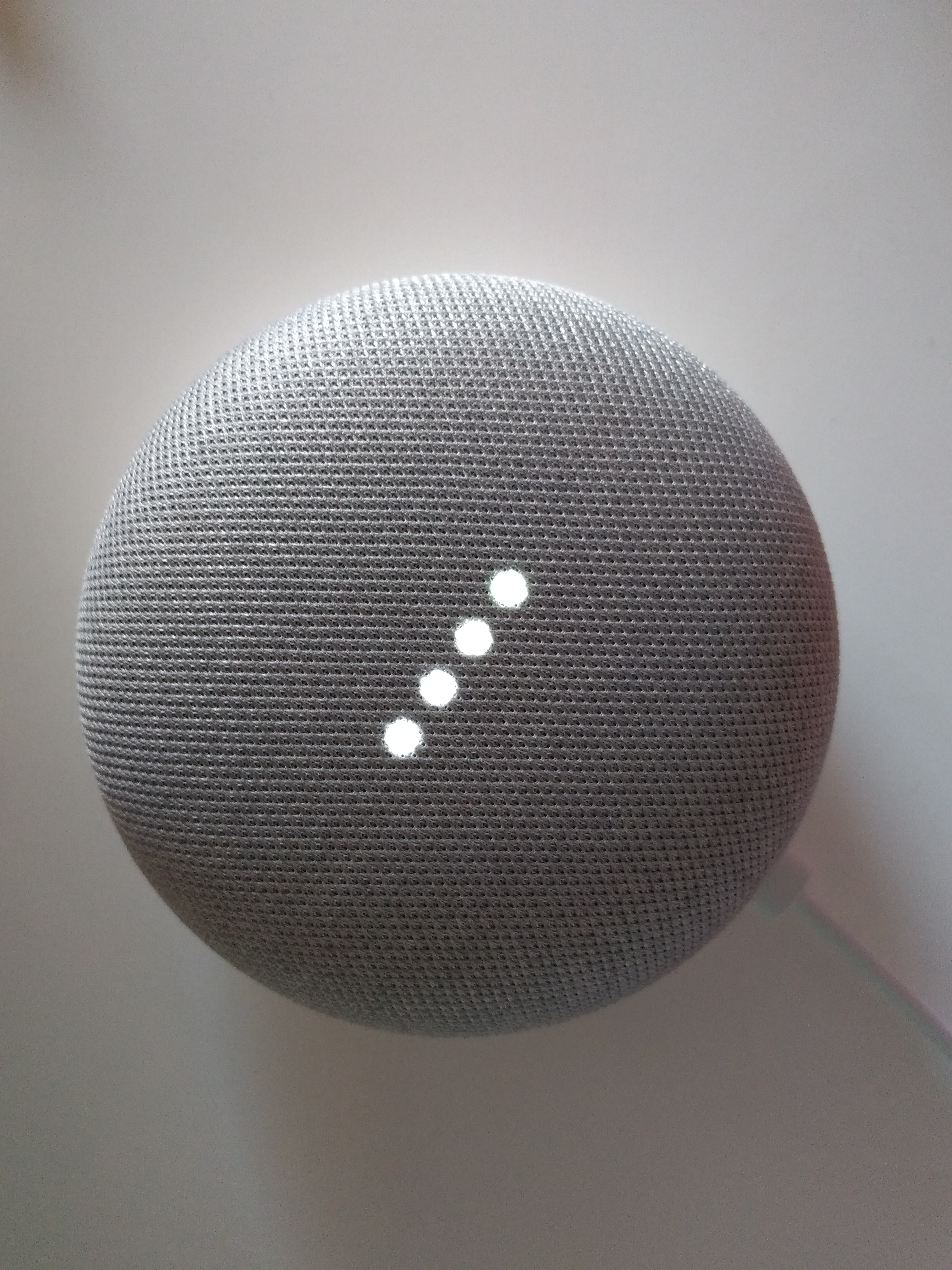
Google Home Mini - grigio

Il prodotto originale ha una forma cilindrica con LED di stato colorati nella parte superiore per il controllo del suo stato, e la copertura sulla base è modulare, con diverse colorazioni.